# Cassius le grand
Cassius le grand est un film documentaire français de court métrage réalisé par William Klein, sorti en 1964. 

## Synopsis
Portrait du boxeur américain Cassius Clay.

## Fiche technique
- Titre : Cassius le grand
- Réalisation : William Klein
- Photographie : Étienne Becker
- Musique : Mickey Baker
- Production : Delpire Productions
- Pays d'origine : France
- Format : Noir et blanc
- Genre : Documentaire
- Durée : 42 min
- Date de sortie : 1964 (présentation au Festival de Tours)

## Récompense
- 1964 : Grand Prix du Festival de Tours